# Tanquetazo
El Tanquetazo o Tancazo fue un intento de golpe de Estado que ocurrió en Chile el 29 de junio de 1973 contra el gobierno socialista de la Unidad Popular (UP) del presidente Salvador Allende. La sublevación fue liderada por el teniente coronel Roberto Souper, del Regimiento Blindado N.º 2, y se le denominó «Tanquetazo» porque en la intentona se usaron primordialmente tanques y carros de combate pesados. 
El levantamiento militar fue sofocado con éxito por los soldados leales al comandante en jefe del Ejército, Carlos Prats, aunque dejó como saldo 22 muertos —entre civiles y militares— y contribuiría a profundizar la crisis al interior del gobierno de Allende, quien finalmente sería derrocado unos meses después, en el golpe de Estado del 11 de septiembre de 1973.

## Orígenes
A principios de junio de 1973, el alto mando de las Fuerzas Armadas de Chile había perdido toda confianza hacia el gobierno de la Unidad Popular del presidente Salvador Allende, que llevaba en el cargo desde noviembre de 1970. La victoria de la izquierda supuso un revulsivo para el país, que vivió un periodo de fuerte convulsión social y el inicio de una severa crisis económica. Para el resto del mundo, la victoria de Allende supuso un alejamiento de Chile de los postulados de Estados Unidos, en plena Guerra Fría, que lideraba el bloque capitalista, opuesto al bloque socialista capitaneado por la Unión Soviética. Desde entonces, el gobierno de Estados Unidos intentó por diversos medios la caída del gobierno de la Unidad Popular, apoyando a la oposición.

## El Tanquetazo
En la mañana del 29 de junio de 1973, el teniente coronel Roberto Souper se presentó en el Regimiento Blindado N.º 2. Souper acababa de saber que lo relevarían de su mando por ser parte en la conspiración, y sería reemplazado por el teniente coronel Uros Domic. Al llegar, comprobó que durante las horas previas los oficiales subalternos habían alistado la unidad. Estos oficiales le dieron a elegir entre liderar la acción planificada o ser arrestado, eligiendo Souper lo primero.
El oficial salió en una columna de dieciséis vehículos armados, incluyendo tanques M41 Walker Bulldog, y más de ochenta soldados. La columna avanzó rápidamente por la avenida Santa Rosa, con dirección a Santiago centro. En su recorrido los tanques respetaron los semáforos, y uno de ellos se detuvo a recargar combustible en una estación de servicio —incluso pagándole al bencinero—. La columna de tanques cercó el palacio presidencial de La Moneda y el edificio del Ministerio de Defensa, apenas separados por la plaza Bulnes. A las 8:58, los tanques abrieron fuego contra estos edificios. El palacio de gobierno recibió alrededor de 500 impactos de bala, mientras que la Guardia de Palacio, que disponía de armamento automático, disparó 480 balas de calibre 7,62 mm. Los tanques sólo dispararon sus ametralladoras y no sus cañones, ya que los frenos de retroceso de éstos no disponían del líquido necesario.
Un tanque irrumpió en la entrada principal del Ministerio, y con sus armas comenzó un ataque intenso contra las oficinas, con el objetivo de rescatar al capitán Sergio Rocha, uno de los detenidos a raíz de la conspiración. El sargento Rafael Veillena, de la Segunda División de Ejército, fue asesinado cuando miraba hacia afuera en su ventana del noveno piso. La ráfaga de las ametralladoras y de los tanques aterró los trabajadores y los empleados en el área, que a esa hora hacían sus trabajos. Una de estas balas mató a una mujer que trabajaba en la sede principal del Banco del Estado de Chile, cerca del ministerio. En la calle Agustinas, el camarógrafo argentino Leonardo Henrichsen filmó su propia muerte a manos de un grupo de soldados sublevados.

## Las tropas leales

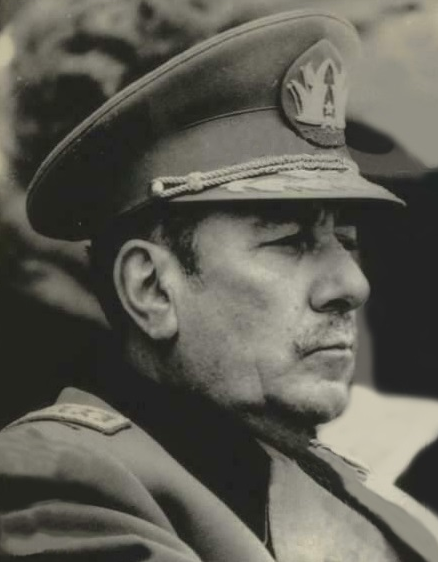
Comandante en jefe del Ejército, general Carlos Prats.

Inmediatamente al conocer la noticia, el comandante de la guarnición de Santiago, general Mario Sepúlveda Squella, llamó a 
Guillermo Pickering, comandante de los institutos militares, solicitando a tropas leales sofocar la rebelión. Después de asegurar a estas tropas, llamó al comandante en jefe del Ejército de Chile, general Carlos Prats, ya con un plan listo para neutralizar a las fuerzas de Souper. El general Prats lo aprobó inmediatamente y, pocos minutos más tarde, el general Sepúlveda Squella comenzó a colocar sus propias tropas.
Durante la mañana, Salvador Allende se dirigió al país desde su residencia presidencial en la avenida Tomás Moro de Las Condes. A las 9:30, el presidente anunció su decisión de defender el gobierno constitucional contra un golpe de Estado. Allende dijo por cadena radial: 

Un sector sedicioso se ha levantado. Es un pequeño grupo de militares facciosos que rompen con la tradición de lealtad. El Blindado Nº 2 dispara contra La Moneda. La guardia de palacio hace frente. Prats tomó las disposiciones necesarias. Llamo al pueblo para que tome las industrias, pero no para ser victimados. Que el pueblo salga a la calle, pero no para ser ametrallado. Que lo hagan con prudencia con cuanto elemento tengan en sus manos. Si llega la hora, armas tendrá el pueblo. Pero yo confío en las Fuerzas Armadas leales al gobierno.
Salvador Allende

Allende posteriormente se instalaría en la Dirección General de Carabineros, desde donde impartía órdenes.
Mientras tanto, el general Prats fue a visitar a todos los regimientos militares próximos a Santiago para asegurar su ayuda contra el motín. El general encontró una cierta resistencia en la Escuela de Suboficiales, pues algunos de ellos no deseaban disparar contra compañeros de armas. Prats les expresó que era «una orden», pues como comandante en jefe del Ejército tenía el deber de reprimir el movimiento sedicioso contra el gobierno y los oficiales debían obedecerle. Después de un breve momento de indecisión, deciden apoyarlo, y a las 10:30 las unidades salen del cuartel.
El general Prats condujo su automóvil hacia La Moneda, pensando que no era lógico que el Batallón Blindado N.º 2 estuviera solo en su aventura; por lo menos parte de otras unidades podían estar comprometidas o a la expectativa del resultado inicial. De hecho, en la Escuela Militar, un grupo de alumnos le propuso al entonces teniente Miguel Krassnoff que se plegaran al levantamiento, ante lo cual Krassnoff debió ordenar el arresto de dos alféreces por insurrección. Si no se lograba solucionar la situación, otras unidades se podrían plegar y la confusión provocaría reacciones en provincia, además de enfrentamientos entre las manifestaciones populares y acciones de elementos de izquierda y derecha. Prats se propone sofocar el motín antes de mediodía.
El general Prats salió de su coche cerca del palacio presidencial llevando un subfusil Thompson. Una gran cantidad de curiosos se había juntado cerca de La Moneda, mirando nerviosos el movimiento de tropas. El coronel Julio Canessa llegó con las fuerzas de la Escuela de Suboficiales, y Prats pidió que se desplegaran sus hombres y que emplazara artillería pesada por la Alameda. Prats realiza «un riesgo calculado», decidiendo hablar directamente con los soldados amotinados en un esfuerzo por evitar un enfrentamiento. Tomando esta línea de conducta, Prats intentó prevenir una confrontación larga con víctimas militares y civiles innecesarias. Según sus memorias, Prats narra: «Decido avanzar, entonces, acompañado solo por el subdirector de la Escuela, teniente coronel Osvaldo Hernández, por el capitán Roger Vergara y el sargento primero Omar Vergara. El capellán Villaroel, muy conmovido, nos da la absolución».

## El golpe es sofocado

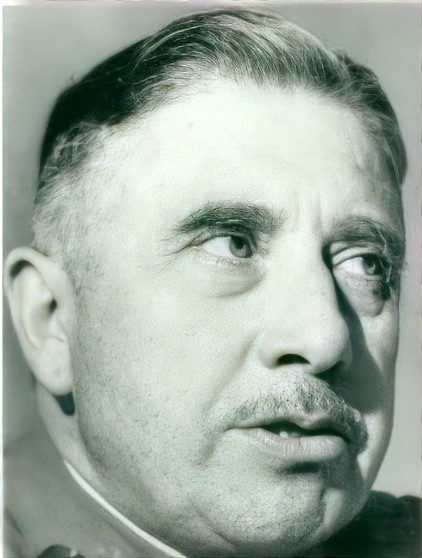
General Augusto Pinochet.

A las 11:10, Prats y sus hombres se encaminan resueltamente hacia el tanque más próximo a ellos. El comandante del tanque apunta con su ametralladora, pero no dispara. Prats le ordena bajar del tanque e identificarse, indicando que cumpla sus órdenes y se rinda a los efectivos de la Escuela de Suboficiales. Sucesivamente se repite esta acción con los otros tanques y carros de combate, hasta que al llegar al tanque del teniente Garay: éste se resiste a cumplir las órdenes de Prats, retrocediendo y apuntando al general. En ese momento, el mayor Osvaldo Zavala salta por detrás de Garay, le apunta en la sien y lo desarma.
El rescatado capitán Rocha asumió el mando de los sublevados y se enfrentó a efectivos del Regimiento Tacna, siendo herido. Algunos de los tanques huyeron, pero Souper con un grupo de tanques y carros se mantiene al sur de la Moneda. Sin embargo, después de la llegada de refuerzos del Regimiento de Infantería N.º 1 Buin conducidos por el general Augusto Pinochet, Souper huye en su tanque hacia el sur de Santiago, seguido por sus hombres. Prats ingresa a La Moneda y cruza hacia la puerta principal del lado norte; al ver a Prats, Pinochet lo abraza. El general Pickering había despejado a los rebeldes del sector occidental del palacio presidencial. Salvador Allende llega a La Moneda cerca del mediodía, siendo recibido por el general Prats. El «tanquetazo» había terminado.

## Consecuencias
Souper se entregó en la tarde de ese día, después de que unidades del regimiento Tacna cercaran el batallón en el que se refugió. Otros oficiales militares implicados eran René López, Edwin Dimter, Antonio Bustamante, Mario Garay, Carlos Martínez, Raúl Jofré y José Gasset.
Durante la tarde del día 29, el presidente Allende convocó a una manifestación frente al Palacio de La Moneda. Salió al balcón acompañado de los tres comandantes en jefe de las Fuerzas Armadas, lo que generó una molestia generalizada entre los demás uniformados.
En la ocasión, Allende dijo:

Rindo homenaje a la fuerzas leales del Ejército de Chile, de la Armada Nacional y de la Aviación. Rindo homenaje a cinco civiles que perdieron su vida, como consecuencia de la actitud artera, antipatriota, contraria a la doctrina de las Fuerzas Armadas, del grupo insurgente.
Salvador Allende

El mismo día, Allende solicitó al Congreso, autorización para declarar a todo o parte del territorio nacional, bajo estado de sitio por hasta seis meses. Días después solicitó en una reunión del Consejo Superior de Seguridad Nacional, la renuncia del general director de Carabineros, José María Sepúlveda, a quien responsabilizaba de que a la Guardia de Palacio y la Escuela de Carabineros no se les hubiera ordenado combatir a los sublevados, aun cuando Sepúlveda se encontraba en esos días en Europa en viaje oficial. Se le convenció de que esperara su regreso, y finalmente no se le pidió la dimisión.
Entre las medidas de seguridad adoptadas con posterioridad al hecho, se propuso que la Guardia de Palacio dispusiera de armamento antiblindaje.
El mismo día 29, la sede del periódico opositor El Mercurio fue allanada por personal de la Policía de Investigaciones. Rato después, frente al edificio se concentraron varios grupos pro-UP, que debieron ser dispersados por Carabineros. Alentados por el presidente Allende y por la central sindical CUT, los dirigentes de los cordones industriales tomaron más de 350 fábricas.
Muchos líderes del Frente Nacionalista Patria y Libertad —organización de extrema derecha involucrada directamente en los acontecimientos— se vieron obligados a asilarse en la embajada de Ecuador, y pudieron salir del país una semana después gracias a salvoconductos otorgados por el gobierno. Entre ellos se encontraba el jefe nacional del movimiento, Pablo Rodríguez Grez. Desde la embajada ecuatoriana, los líderes de Patria y Libertad emitieron un comunicado reconociendo ser promotores del alzamiento.
La noche del sábado 30 de junio de 1973, al día siguiente del Tanquetazo, los comandantes en jefe de las tres ramas de las Fuerzas Armadas y otros altos mandos —entre ellos los generales Augusto Pinochet, Mario Sepúlveda, Óscar Bonilla, Sergio Arellano y Sergio Nuño por el Ejército; los vicealmirantes José Toribio Merino y Patricio Carvajal y los contraalmirantes Ismael Huerta, Daniel Arellano y Sergio León por la Armada; y los generales Gustavo Leigh, Agustín Rodríguez, Claudio Sepúlveda, José Martínez, Nicanor Díaz Estrada y Francisco Herrera por la Fuerza Aérea— mantuvieron una reunión en las dependencias del Estado Mayor de la Defensa Nacional. El general Carlos Prats expresó que la grave situación política que vivía el país debía solucionarse a través de un acuerdo entre los poderes del Estado para evitar un enfrentamiento armado y rehusó de manera tajante la posibilidad de una intervención militar, puesto que esta opción, advirtió, «arrastraría a las Fuerzas Armadas, sin retroceso posible, a imponer una tiranía con gran derramamiento de sangre». Aparentemente, la reunión se cerró con acuerdo en torno a esta posición, respaldada por el almirante Raúl Montero y el general César Ruiz, y con la coincidencia en la importancia de que las tres ramas de las Fuerzas Armadas compartieran este tipo de espacios para reforzar su línea profesional y apolítica.
Menos de tres meses después, ocurrió el golpe de Estado del 11 de septiembre de 1973 liderado por Augusto Pinochet, el cual sí consiguió derrocar al gobierno de Allende. A diferencia del «Tanquetazo», en el golpe de septiembre hubo total cohesión no sólo en el Ejército, sino que entre las tres ramas de las Fuerzas Armadas más el Cuerpo de Carabineros.
Según el general Pinochet, el «Tanquetazo» había servido para que los servicios de inteligencia de las Fuerzas Armadas pudieran medir la capacidad de las fuerzas paramilitares pro-UP, registrar el tipo de armas que éstas usaban, y comprobar que los llamados de Allende al pueblo a defender el gobierno prácticamente no habían tenido eco.